# Hanauer Árpád István
Hanauer Árpád István (Pápa, 1869. december 28. – Vác, 1942. január 15.) római katolikus pap, író, váci püspök. A veszprémi és a budapesti szeminárium spirituálisaként jelentős szerepe volt a magyarországi papnevelés megújításában. Váci püspöksége idején bővítette a szemináriumot, növelte a plébániák számát. Mély lelki életével, atyai törődésével, olykor szigorával, buzgó munkájával volt papjai példája, a rábízottak pásztora.

## Családja
Édesapja Hanauer Béla, vaskereskedéssel foglalkozott, volt némi földbirtoka is, édesanyja Vojta Erzsébet. A keresztségben négy nevet kapott: Árpád, Imre, István, Béla. A német hangzású vezetéknév mellett ezek egyértelműen jelzik a család magyar elköteleződését. Németül csak szeminaristaként tanult meg. Három testvére volt: Jenő, Ilona és Sarolta.

## Iskolái
A középiskola első négy évét Pápán, a bencéseknél végezte, majd négy évet járt Kalocsára, a jezsuitákhoz, ott is érettségizett. Nem tartozott a könnyen tanuló diákok közé, de szorgalmának köszönhetően egyre jobb eredményeket ért el. Érettségi után, 1887-ben jelentkezett a veszprémi szemináriumba, de a teológiát szülei kérésére és finanszírozásával Innsbruckban végezte. A nemzetközi környezet, a magas szintű teológiai képzés és az elmélyült lelkiség egész életét alapvetően határozta meg. A teológia elvégzése után, 1892. július 26-án szentelték pappá, 1894-ben doktori címet szerzett.

## Spirituális
Miután Innsbruckból hazatért, megkapta első beosztását püspökétől, Hornig Károlytól, fiatal kora és tapasztalatlansága ellenére ő lett a veszprémi szeminárium spirituálisa. Püspöke nem csalódott benne, fiatalon is rátermett volt a feladatra. Sikerült a lelki életet elmélyíteni, amihez képzettségén és jámborságán kívül a személyes kapcsolatok kiépítése is hozzájárult. Dogmatikát, erkölcstant, archeológiát és liturgikát tanított, bevezette a rendszeres elmélkedést és a kötelező lelki olvasmányokat, ösztönözte a szentségi életet. Megszüntette a duktorrendszert, vagyis a szeminaristák elöljárói hatáskörét. Papnövendékeinek lelki élete mellett a testi egészségére is gondja volt. Munkája felépítettségét mutatja, hogy megírta a veszprémi szeminárium történetét.
Amikor 1903-ban megüresedett a budapesti egyetem dogmatika tanszéke, Hanauer Á. István is pályázatot nyújtott be, de végül a tanszéket Prohászka Ottokár nyerte el, aki Esztergomban volt spirituális, viszont pályája egy évtizeddel hamarabb indult. Hanauer azonban mégis Budapestre került 1904-ben, mivel Vaszary Kolos esztergomi érsek meghívta a Központi Papnevelő Intézet spirituálisának. Ez egyértelműen mutatja, hogy Veszprémben kiemelkedő munkát végzett. Budapesten hasonlóan folytatta. Pataky Arnold így emlékezik elöljárójára: "Hanauer teljesen a papnövendékeknek élt. A napnak minden órájában minden kispapnak szabad bejárása volt hozzá, és a jó spirituális bármilyen fontos vagy sürgős ügyét félretette, ha klerikus ment be hozzá." Az egyetemen nem tanított, a lelkipásztorkodás gyakorlati oldalát ismertette meg a papnövendékekkel. Emellett több erkölcstani témájú könyvet is írt ebben az időben.

## Kollégiumigazgató
Az 1900 és 1948 között fennálló budapesti Szent Imre Kollégiumot Glattfelder Gyula alapította fővárosban tanuló egyetemisták számára. Glattfelder Gyula 1911-es püspöki kinevezését követően Hanauert bízták meg a kollégium vezetésével. Bár eddig is fiatalokkal foglalkozott, de bővült feladatköre, hiszen eddig lelki igazgató volt, innentől egy egész intézmény vezetése volt rábízva. A kollégiumban világi fiatalok laktak (mintegy kétszázan), ami a lelki nevelés új terepét és módszereit kínálta Hanauer számára. A kollégium anyagi ügyeit is sikeresen vezette, ami a világháború kitörése miatt egy fokkal nehezedett. Tevékenysége elismeréséül 1915-ben címzetes apáttá nevezték ki. Az apáti keresztet Csernoch János egy kollégiumi látogatása alkalmával, ebéd után akasztotta a nyakába, ami ellen Hanauer tiltakozott, mondván, hogy nem méltó a viselésére, mert még nincs benedikálva (a szolgálatra felszentelve). Csernoch ezt válaszolta: "Maga olyan szent, hogy nem kell benedikálni." Hanauer gyertyavivőként részt vett 1916. december 30-án IV. Károly királlyá koronázásán. Vélhetően ez is szerepet játszott későbbi legitimista meggyőződésében.
Rott Nándor veszprémi püspök 1917-ben hazarendelte, kanonokká és irodaigazgatóvá nevezte ki, és megbízta az egyházmegye közép- és főiskoláinak felügyeletével. Bár csak két évig töltötte be ezt a pozíciót, de egyházkormányzati tapasztalatokat így is szerezhetett. 

## Püspöksége

### Kinevezése
Hanauer Á. István püspöki kinevezésére igen nehéz bel- és egyházpolitikai körülmények között került sor. A Szentszék IV. Károly lemondását úgy értelmezte, hogy lemondott a főkegyúri jogról is és az a továbbiakban nem érvényesül. Károlyi Mihály köztársasági elnök viszont azt szerette volna, ha a Szentszék elismeri az új magyar államfőnek, vagyis a köztársasági elnöknek a főkegyúri jogát. Ez akkor vált számára különösen fontossá, amikor Csáky Károly váci püspök 1919 februárjában halt meg. Károlyi jelöltje Hock János, a Nemzeti Tanács elnöke lett volna a váci püspöki székbe. A tárgyalások nem vezettek eredményre, nem sokkal később Károlyit a kommunisták eltávolították a hatalomból. A Szentszék a Forradalmi Kormányzótanácsot nem ismerte el törvényes kormánynak, de a Tanácsköztársaság vezetése sem foglalkozott a püspöki kinevezésekkel. Így a Szentszék a főkegyúri jogot figyelmen kívül hagyva 1919 májusában Teodoro Valfrè di Bonzo bécsi nunciuson keresztül felkérte Csernoch János esztergomi érseket és Rott Nándor veszprémi püspököt, hogy terjesszék fel az alkalmas jelöltek listáját. Mindketten Balás Lajos rozsnyói püspököt ajánlották első helyen, aki korábban különböző pozíciókban 20 éven át dolgozott a váci püspök mellett, tehát jól ismerte az egyházmegyét. Még egy közös név szerepelt listájukon, Hanauer Á. Istváné. Rott Nándor kifejezetten ajánlotta őt is:
"Vallásos, bölcs, mértéktartó és férfias jámborság jellemzi. Jelenleg irodaigazgatóm, és fájdalommal gondolok arra a napra, amikor el kell válnom tőle. Igazi támasz számomra a nehéz időkben. Szigorú a fegyelmezésben, de minden ingerültség és személyes antipátia nélkül. Nagyra értékeli az egyházmegye papsága, és egész Magyarország klerikusai is, akik tanítványaiként az egész országban szétszóródtak. [...] Hanauer Árpád István kanonok kinevezése nagyon szerencsés lenne a Váci egyházmegye számára, ahol sok tennivaló és megújítanivaló van, minthogy azokon a papi gyűléseken, amelyek részben előkészítették az Egyház elleni támadásokat, az egyházmegye papjai nagy számban képviseltették magukat."
Rajtuk kívül még nyolc jelölt neve szerepelt a két listán. A bécsi nuncius ugyan Balás Lajost alkalmasnak tartotta volna, de szerinte az áthelyezését a cseh kormány a Szentszék gyengeségének tartaná és követelésekkel lépnének fel. Alapos mérlegelés után Hanauert javasolta Pietro Gasparri államtitkárnak küldött levelében:
"Megérintve Mons. Rott dicséretétől, valamint attól a körülménytől, hogy Hanauer Árpád István személye a Prímás által javasolt jelöltek között is szerepelt, további információt szereztem vele kapcsolatban, és ezek minden tekintetben kedvezőek. Alátámasztják azt a feltételezést, hogy az ő jelölése a legjobb a Váci egyházmegye számára. Ezért mindent mérlegelve Hanauer Árpád István kinevezése felé hajlanék, és pontosan az ő jelöltsége az, ami vonakodás nélkül lehetővé teszi számomra, hogy a Szentatya kegyelmébe ajánljam."
XV. Benedek pápa ezek után Hanauer mellett döntött, amiről 1919 júniusában értesítette a bécsi nunciust. Hanauer Rott Nándorral együtt előbb Bécsbe, majd Rómába utazott, ahol a pápa fogadta őket.
A kinevezési bulla 1919. szeptember 19-én érkezett Vácra. Majd október 5-én szentelte püspökké Veszprémben Rott Nándor, Radnai Farkas és Kránitz Kálmán püspökök segédletével. A Tanácsköztársaság bukása utáni magyar kormány azonban a kinevezést, illetve azt, hogy a "keresztény kormánnyal" nem vették fel a kapcsolatot az ügyben, barátságtalan gesztusnak tartotta, ahogy azt Haller István vallás- és közoktatásügyi miniszter megírta Csernoch János hercegprímásnak. Felmerült, hogy a püspöki javadalmat nem adják át Hanauernek, ezért ő hosszasan kivárt, a székfoglalással, hátha sikerül rendezni az ügyet. Végül Csernoch közbenjárására és külpolitikai megfontolásokból a kormány engedett azzal a feltétellel, hogy ez a beiktatás nem lesz precedens. Így Hanauer két és fél hónappal püspökké szentelése után, december 19-én elfoglalhatta a váci püspöki széket.

### Programja
Püspöki beiktatásakor számot vetve a forradalmak lelki pusztításával és egyházmegyéje helyzetével a következőket írta a híveknek pásztorlevelében:
„Magyarországon a váci egyházmegye egyike a legnagyobb egyházmegyéknek, de legszegényebb templomokban és papokban. Közel egymillió hívőnek csak százharminc plébániája, háromszáz papja van. Több ezer kat. hívőt számláló községek és tanyák vannak templom s pap nélkül. Népes nagy községekben kis templomok vannak, alig negyedrészét fogadhatják be a lakosságnak. A nagy egyházmegyének szűk és ódon szemináriuma van, nem fér be annyi ifjú, amennyit pappá kellene nevelni, hogy mindenhová küldhessek papot. Ez a nagy egyházmegye nem küld annyi ifjút a szemináriumba, amennyire szükség lenne. […] Ez a nagy gond nyomja a váci püspök vállát, ez az én életcélom, szeretett híveim, hogy ezeken a nagy hiányokon, a sokfelé tapasztalható lelki ínségen segítsek. Magam egyedül nem tudok rajta segíteni, de ha papjaim és híveim velem mindnyájan összefognak, egyesült erővel sokat tudunk tenni, ha nem is egyszerre, de tíz, húsz év alatt a legtöbb bajt tudjuk orvosolni.”
Mivel megadatott hozzá a kellő idő, a problémákat a leírt módon orvosolta is.

### A szeminárium
A püspöki szék elfoglalása alkalmából a papsághoz intézett főpásztori szózatban a legsürgősebb feladatnak "a papnevelés követelményeinek mindenben megfelelő szeminárium" kialakítását nevezte. A váci szeminárium befogadóképessége 40 fő volt (1919-ben csak négyen voltak benne!), ezt 1922 és 1930 között három fázisban a püspökség jövedelmeiből háromszorosára bővítette. Hasonló erőfeszítéseket tett papjain keresztül az ébredő papi hivatások felkarolásáért. Ezt a munkáját is siker koronázta, egy évtized múltán tele lett a bővített szeminárium. Soha nem szűnt meg papjait a példás papi életre buzdítani, amitől az új papi hivatások megszületését is remélte, a szemináriumból kikerülő újmisések sorsát is mindig szívén viselte.

### Egyházmegyei zsinatok
Az 1917-ben megjelent Egyházi Törvénykönyv minden egyházmegyében kötelezővé tette tízévente egy zsinat megrendezését. Magyarországon legelőször, 1921-ben Hanauer püspök hívott össze egyházmegyei zsinatot. Célja ezzel is az volt, hogy a súlyos problémák megoldásához hozzájáruljon. Elsősorban az intenzívebb lelkipásztorkodást, a papi fegyelem erősödését, a hívek vallási életének mélyülését várta, ezért megfogalmaztak egy papi ideált, ami a születő törvénykönyvbe is bekerült. A zsinati munkálatok hozzájárultak a papság egységéhez, a lelkipásztori munka egységesítéséhez.
A következő zsinatot 1930-ban tartották a modern élet kihívásai és a lelkipásztori munka jegyében. Hanauer püspök tervezett még egyet 1940-ben, de az a betegsége és a háború miatt végül elmaradt, habár az előkészületek megvoltak.

### Püspöki működése
Megszervezte Budapest gyorsan gyarapodó közvetlen környezetének lelkipásztori ellátását: számos plébániát szervezett és templomot építtetett. Az Alföld lelkipásztori ellátásáról címmel emlékiratot intézett Vass József vallás és közoktatásügyi miniszterhez, ami gyümölcsözően munkás együttműködés kezdete volt az Alföld lelki és kulturális felemelése érdekében, bár a megvalósítás Klebelsberg Kuno miniszterségének idejére esett. Akkor épültek az Alföld tanyavilágában a templomok és az iskolák, költöztek ki papok és tanítók. 1924-ben és 1926-ban részt vett az amszterdami és a chicagói Eucharisztikus világkongresszusokon; meglátogatta az amerikai és kanadai magyarokat. 1927-től tagja a felsőháznak, 1935-től királyi titkos tanácsos, 1936-tól pápai trónálló. Művei, összegyűjtött írásai az egyházmegye művelődéstörténetének hű tükörképét, hiteles forrását adják.

## Művei
- A veszprémi papnevelő-intézet emlékkönyve. Veszprém, 1896
- Az önkéntelen indulatok és a szabad elhatározások. Budapest, 1899
- Hol kezdődik a hazugság? Budapest, 1902 (a Bölcseleti Folyóirat különnyomata)
- Kereszténység Krisztus nélkül. Budapest, 1903 (a Katholikus Szemle különnyomata)
- A kölcsönös igazságosság a katolikus erkölcstanban. Budapest, 1909
- A lelkiismeret. Budapest, 1912
- Útmutató egy új breviáriumhoz. Budapest, 1912
- A papszentelés. A Pontificale Romanum szövege. Ford. Budapest, 1920
- A bérmálás kegyelme. Budapest, 1922 (új kiadás 1939)
- A világi hívek apostolkodása. Vác, 1929
- Főpásztori körlevelek és intelmek 1919-29. Rákospalota, 1930
- A római pápa mint Krisztus helytartója és Péter utóda. Vác, 1930
- Szent Imre életének tanulságai. Vác, 1930
- Az ifjúsághoz. Vác, 1933
- A katekizmus a családok könyve. Vác, 1934
- Isten fiainak életéről. Vác, 1936
- A váci püspök 1938. évi nagyböjti szózata híveihez a Világkongresszus alkalmából az Eucharisztiáról. Vác, 1938
- A váci püspök 1939. évi nagyböjti szózata híveihez. Vác, 1939
- A vasárnapi misehallgatásról. Vác, 1941